# Hemerobia
Hemerobia – stopniowany typ reakcji szaty roślinnej na antropopresję, czyli oddziaływanie człowieka. Określa nasilenie synantropizacji flory i roślinności będącej reakcją na określoną wielkość (natężenie, rodzaj i częstotliwość) antropopresji.
Poszczególne przedziały reakcji szaty roślinnej na przekształcenie siedlisk zwane są stopniami skali hemerobii. Stopnie hemerobii określa się na podstawie składu florystycznego, struktury i dynamiki roślinności oraz zmian w siedlisku.
Stopnie te zaproponowane zostały po raz pierwszy przez Jalasa w 1955 r., później kilkakrotnie z powodzeniem dokonywano nowych interpretacji ich zakresów i definicji (Sukopp 1969, 1972, Kovarik 1988). Niezależnie od skali hemerobii powstawały równocześnie także inne propozycje przedziałów reakcji szaty roślinnej na oddziaływanie człowieka ale na ogół nie zyskały one popularności (np. stadia synatropizacji i transformacji Falińskiego (1966), stopnie zniekształcenia Longa (1974), stopnie synantropizacji Schultera (1982), klasy synantropizacji Kostrowickiego, Plita i Solona (1988).
Najczęściej stosuje się 6-stopniową skalę Sukoppa z 1969 r. Składa się ona z następujących stopni:
- ahemerobia – roślinność pierwotna, brak oddziaływania człowieka, brak kenofitów, udział terofitów we florze jest mniejszy niż 20%,
- oligohemerobia – roślinność naturalna (roślinność rzeczywista zgodna z potencjalną), wpływy antropogeniczne nie są silniejsze niż działanie czynników naturalnych, udział kenofitów nie przekracza 5%, terofitów jest mniej niż 20%,
- mezohemerobia – roślinność półnaturalna, oddziaływanie człowieka słabe, często periodyczne, podłoże naturalne lub słabo zmienione, udział kenofitów w granicach 5-12%, terofitów jest mniej niż 20%,
- euhemerobia – roślinność synantropijna, głównie ruderalna i segetalna, wpływy antropogeniczne silne i stałe, wyraźne zmiany w podłożu, udział kenofitów w granicach 13-22%, terofitów od 20 do 40%,
- polihemerobia – wyspecjalizowana roślinność synantropijna lub zbiorowiska pionierskie, wpływy antropogeniczne powodują okresowo niszczenie siedlisk, oddziaływanie czynników ekologicznych często w zakresach lub koncentracjach niewystępujących w naturze, udział kenofitów przekracza 21%, a terofitów 40%,
- metahemerobia – brak pokrywy roślinnej z powodu przekształcenia warunków siedliskowych w stopniu uniemożliwiającym występowanie roślin.

Stosowanie skali hemerobii głównie w badaniach układów silnie przeobrażonych (zwłaszcza w badaniach szaty roślinnej miast), spowodowało, że w kolejnych modyfikacjach skali zakresy odpowiadające silnym przeobrażeniom antropogenicznym podzielone zostały na mniejsze jednostki (Sukopp 1972, Kowarik 1988).